# Tom Kaak
Tom Kaak is geboren op 31 maart 1978 in Winterswijk en is een voormalig profvoetballer. In 2000 ging Kaak in het buitenland spelen. Na zijn terugkomst in Nederland is hij gaan spelen voor IJsselmeervogels.
Sinds 2005 speelt Kaak weer bij zijn eerste club SV Grol dat 1e klasse speelt. In 2012 stopte hij als voetballer en werd assistenttrainer van het 1e elftal.

## Clubs
| Periode   | Club             |
| --------- | ---------------- |
| 1996/1997 | De Graafschap    |
| 1997/1998 | De Graafschap    |
| 1998/1999 | Heracles Almelo  |
| 1999/2000 | Heracles Almelo  |
| 2000/2001 | Darlington FC    |
| 2000      | Clydebank FC     |
| 2001/2003 | IJsselmeervogels |
| 2003/2005 | DVS'33           |
| 2005/2012 | SV Grol          |